# Étampes
Étampes (AFI: /eˈtɑ̃p/) è un comune francese di 22 537 abitanti situato nel dipartimento dell'Essonne nella regione dell'Île-de-France.
È sede di sottoprefettura.

## Società

### Evoluzione demografica
Abitanti censiti

## Storia

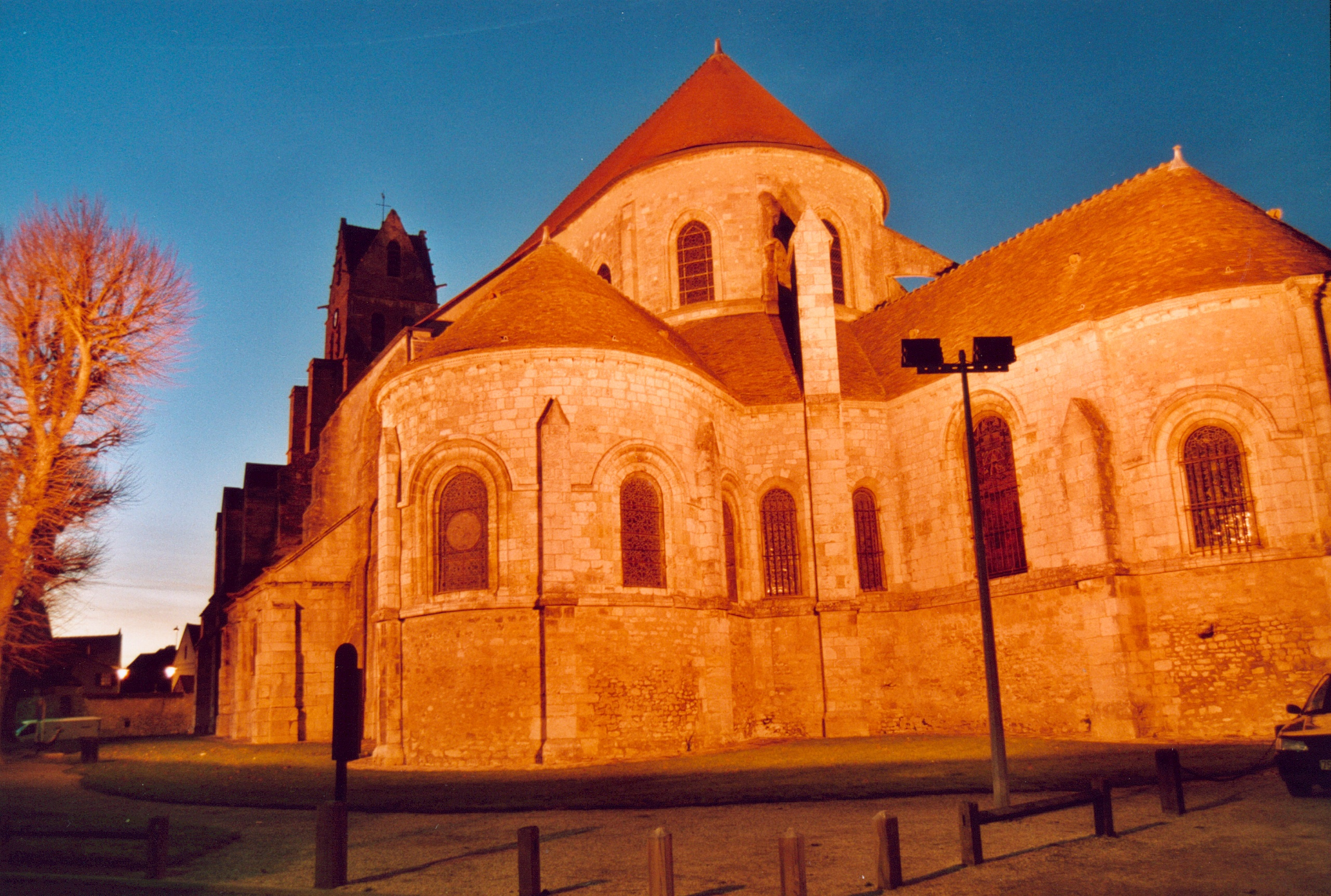
La chiesa di San Martino.

Nell'ottobre 1119 re Luigi VI di Francia, incontrò ad Étampes papa Callisto II, eletto a Cluny nel febbraio di quello stesso anno ed impegnato in un lungo viaggio attraverso la Francia prima della celebrazione del concilio di Reims.
Il 3 marzo 1792, durante una sommossa popolare in cui si chiedeva di ridurre il prezzo del pane e del grano, Jacques Guillaume Simoneau, sindaco liberale ma ostile ai disordini, venne messo a morte. L'episodio rivestì una certa importanza in merito allo scontro tra Giacobini e Foglianti, avendo i primi approvato l'uccisione e stigmatizzato Simoneau quale moderato incapace di servire la Rivoluzione, i secondi condannato l'accaduto e riservato al morto una cerimonia in sua memoria nel mese di aprile.
L'Assemblea legislativa lo commemorò il giugno con una Fête de la Loi (Festa della Legge), indicandolo quale «martire della legge».

## Monumenti
- Chiesa di San Martino
- Chiesa di Saint-Gilles
- Collegiale di Notre-Dame du Fort
- Tour Guinette

## Amministrazione

### Gemellaggi
- Borna, dal 2000